# Lourdes Sánchez Bacarlet
Lourdes Sánchez Bacarlet, actriz y directora de teatro mexicana, nacida en la Ciudad de México el 14 de junio de 1962. Estudió sicología (sin graduarse) en la Universidad Nacional Autónoma de México. En 1982 fue invitada a participar en el selecto grupo de actores de la compañía Theater Frederik, dirigida por el belga Frederik Vanmelle. Participó en diversas giras de la compañía que incluyeron Europa, Asia, Estados Unidos y México. Participó como actriz de dicha compañía en el prestigiado Festival Cervantino de México. En 1985 estrenó su primera obra como asistente de dirección de Frederik Vanmelle con el título "Entre trapos atrapado". Lourdes Sánchez asumió, hasta ahora (2006), la dirección de la compañía Theater Frederik después de la muerte de Frederik, en 1985.

## Entre trapos atrapado
Esta fue la primera y última obra de Lourdes Sánchez como asistente de dirección de Frederik Vanmelle. La obra se estrenó el 18 de abril de 1985 en el Teatro de la Danza del Centro Cultural del Bosque, en la Ciudad de México.
Sobre la obra, Sánchez escribió: 
"Un trapo no es un trapo, es una entidad con vida propia, que emerge (acompañado de la muerte) del mundo de las sombras, del mundo de los olvidados".
- Dirección: Frederik Vanmelle
- Asistente de dirección: Lourdes Sánchez B.
- Productor: Paul Demeyere
- Gerardo Castañeda (Actor)
- Roberto Frausto (Actor)
- Humberto Garza (Actor)
- Andrés Hernández (Actor)
- Adán Huerta (Actor)
- Humberto Ibarra (Actor)
- David Magaña (Actor)
- Juan Muñoz (Actor)
- Ana Leila Torres (Actriz)
- Federico Ramírez (Técnico)

THEATER FREDERIK sitio